# Zwelitsha
Zwelitsha – miejscowość w Południowej Afryce, w prowincji Przylądkowej Wschodniej. Znajduje się w obszarze metropolitalnym Buffalo City. Od południa sąsiaduje z miastem Qonce. Leży nad rzeką Buffalo, około 40 km na północny zachód od East London. Zwelitsha zajmuje powierzchnię 4,64 km². Według spisu ludność przeprowadzonego w 2011 znajdowało się tu 5413 gospodarstw domowych i zamieszkiwało 18 189 osób, spośród których 99,19% to czarni Afrykanie, a 93,21% posługiwało się językiem xhosa.
Zwelitsha została założona w 1946 jako osiedle dla pracowników pobliskiej fabryki włókienniczej. Tutejszy przemysł wytwarza obecnie meble, wyroby skórzane, ręcznie tkane dywany, farby, sprzęt rolniczy, siatki z tworzyw sztucznych, ceramikę i zabawki. Znajduje tu się szkoła handlowa, która udziela edukacji w zakresie spawania, obróbki drewna i blacharstwa, a także centrum szkolenia nauczycieli. Ponadto w okolicy uprawiana jest kukurydza i sorgo oraz hodowane zwierzęta gospodarskie takie jak bydło, owce i kozy.
Miejscowość była tymczasową stolicą bantustanu Ciskei.